# Acanthophila qinlingensis
Acanthophila qinlingensis is een vlinder uit de familie tastermotten (Gelechiidae). De wetenschappelijke naam van de soort is, als Dichomeris qinlingensis, voor het eerst geldig gepubliceerd in 1996 door Li & Zheng. De combinatie in het geslacht Acanthophila werd in 2003 gemaakt door Alexander Georgievich Ponomarenko.